# Новопавловка (Рахмановское муниципальное образование)
Новопавловка — посёлок в Пугачёвском районе Саратовской области, в составе сельского поселения Рахмановское муниципальное образование. Посёлок обслуживает почтовое отделение села Карловка
Население — 130 (2010). 

## История
Деревня Новая Павловка упоминается в Списке населённых мест Самарской губернии по сведениям за 1889 год. Согласно Списку деревня относилось к Любитской волости Николаевского уезда Самарской губернии. В ней проживало 646 жителей, малороссы и русские, православные и раскольники. Земельный надел составлял 1690 десятин удобной и 423 десятины неудобной земли, имелось часовня, 3 ветряные мельницы.
Согласно Списку населённых мест Самарской губернии 1910 года деревню Павловку населяли бывшие государственные крестьяне, преимущественно русские, православные, 314 мужчин и 287 женщин, в селе имелись церковь, церковно-приходская школа, 6 ветряных мельниц.
С 1935 по 1960 год посёлок относился к Клинцовскому району Саратовской области. В составе Пугачёвского района - с 1960 года.

## Физико-географическая характеристика
Посёлок находится в Заволжье, на левом берегу реки Большая Чалыкла (левый приток реки Камелик), напротив посёлка Новодмитриевка. Высота центра населённого пункта - 36 метров над уровнем моря. Почвы: в долине Большой Чалыклы - солонцы луговатые (полугидроморфные) и лугово-каштановые.
Посёлок расположен в юго-восточной части Пугачёвского района, примерно в 55 км по прямой от районного центра города Пугачёв. По автомобильным дорогам расстояние до районного центра составляет 75 км, до областного центра города Саратов - 310 км, до Самары - 260 км.
Часовой пояс
Новопавловка, как и вся Саратовская область, находится в часовой зоне МСК+1. Смещение применяемого времени относительно UTC составляет +4:00.

## Население
Динамика численности населения по годам:
| Годы      | 1889 | 1897 | 1910 | 2002 |
| --------- | ---- | ---- | ---- | ---- |
| Население | 646  | 589  | 601  | 151  |

| 2002 | 2010 |
| ---- | ---- |
| 151  | ↘130 |

Национальный состав
Согласно результатам переписи 2002 года русские составляли 60 % населения, казахи - 36 %.